# ميكائيل ساندبرغ
ميكائيل ساندبرغ (بالسويدية: Mikael Sandberg)‏ هو لاعب هوكي الجليد سويدي، ولد في 29 مارس 1969.

## وصلات خارجية
- ميكائيل ساندبرغ على موقع EliteProspects.com (الإنجليزية)